# 数理モデル
数理モデル（、英: mathematical model）とは、ある具体的な対象や現象を抽象化、簡略化し、数学的に記述したものである。数理モデルを構築することを「数理モデル化」という。モデルは「模型」と訳され、数理モデルは「数理模型」と呼ばれることもある。数理モデルによって、対象について理解したり、それを構成する要素や要因の影響を調べたり、そのふるまいを予測したり制御したりすることができる。
数理モデルは、対象とする現象や、定式化の抽象度などによって様々なものがあり、自然科学（たとえば物理学、生物学、生態学、疫学、神経科学、地球物理学、気象学、天文学など）と工学（計算機科学、電気工学、機械工学、航空工学など）の広範な分野で用いられるのみならず、社会科学（経済学、心理学、社会学、政治学など）、人文科学（言語学、計量文献学、音楽学など）でも活用されている。また、産業界や軍事においても、オペレーションズ・リサーチやデータサイエンスとして研究される。近年はコンピュータの性能の向上により、複雑な数理モデルでも、そのふるまいをシミュレーションによって研究することができるため、より多くの分野で用いられるようになっている。

## 概要

### モデルとは
そもそもモデルとは何か、ということに関して様々な説明がありうるが、例えば大学生向けのあるテキストでは「モデルとは、対象とするシステムを簡略化して、その本質を表したもの」「システムを理解するために用いられる」などと解説されている。その意味では、地球のモデルとしての地球儀、建造物のモデルとしての設計図、人生のモデルとしての小説、価値のモデルとしての金銭など様々なものがあげられる。
普通、モデルは現実世界のシステムに対して簡略化されているので、現実のシステムそのものを考察するのに比べると、モデルだけを対象として考察を行うことのほうが圧倒的に容易である。
モデルが現実のシステムの興味がある部分の性質を残していれば、モデルを考察することによってシステムに対する理解（あるいは解釈）を行うことが可能になったり、現実のシステムのふるまいの予測を行うことができるようになる。例えば、実際に歩き回らなくても、地図を見れば行き方がわかるし、宇宙に出なくても地球の形状や各国の分布を知ることができる。モデル化とは、興味のある本質を残して対象を大幅に簡略化することにより、理解可能にすることである。
ただし、モデルは対象そのものとは別物であり、簡略化によって必然的に対象の持っている多くの性質を失ったものとなる。モデルが対象のある側面をとりこまないことを「捨象」と言う。構築されたモデルが、元の現象を適切に記述しているか否かは、数学の外の問題で、原理的には論理的には真偽は判定不可能である。人間の直観によって判定するしかない。どこまで精緻にモデル化を行ったとしても、それは得た観察を近似する論理的な説明に過ぎない。

### 数理モデル
数理モデルは、特に数学によって記述されたモデルのことである。モデルという言葉に含意されているように、対象とのズレ（特に近似や抽象化）が意識されていることが多い。モデルの正当性が実験や観察などによって裏付けられ、非常にうまく行っている事が確かめられている場合は「理論」と呼ばれるようになることもある。もっとも、「理論」という場合、しばしば独自の概念の使用なども含んだより包括的な体系となる。例えば、ボーアによる水素原子の構造を説明する理論は普通"Bohr's model"あるいは「ボーアの原子模型」と呼ばれるが、シュレーディンガーによる量子力学の基礎方程式はモデルとは呼ばれない。前者は水素原子の電子の軌道のエネルギー準位を説明するものであり、後者は非相対論的量子力学の基礎方程式を示す理論である。前者においては、バルマー系列におけるリュードベリ定数の、他の基礎的な物理定数による説明という大きなインパクトおよび、量子条件という、理論発展に対する帰納的および仮説形成的側面へのインパクトが重要であるが、後者においては、（例えばエネルギー保存則などの）そこから演繹できる法則の広さが重要である。

#### 簡単な例
「A君が歩けば歩くほど前に進む。歩幅が広いほど前に進む。」という現象を
（距離）＝（歩幅）×（歩数）
という数式で表せば、これは数理モデルである。この数理モデルは、積という数学的な概念によって記述されている。このように、現実の対象を数学の中に写像する過程を「モデル化」という。この数理モデルにおいては、もはやA君が何を話しているのか、どんな表情をしているのか（気持ち、感情）、どちらの方角に向かっているのかといったようなことは全て捨象されてしまっている。しかし、世界の数的な側面についてこの式（モデル）を用いて推論をすることは、A君の歩く様子を眺めてそれを行うよりも極めて容易であり、数学の知見により、例えば、歩幅が50cmで1,000歩歩いたら500m進むということが分かる。さらに言えば、10 km歩いてきたA君の疲労困憊した顔を見た時に、この数理モデルを用いる事によって、彼が2万歩歩いたことを算出し「なるほど疲れるわけだ」と理解することもできる。

#### ばねの振動の例
ばねは、自然長からの伸びが小さい範囲では、伸びた長さと戻ろうとする力が比例することが知られている（フックの法則)。
力＝（比例定数）×（伸び）
( {\displaystyle F=-kx} )
となり、ばねという自然現象が数理モデルに対応づけられる。ばねに小さなおもりがついている状況をニュートンの運動の法則
{\displaystyle m{\frac {d^{2}x}{dt^{2}}}=F}
を用いて表せば、
{\displaystyle {d^{2}x \over dt^{2}}=-{k \over m}x}
となる。この数理モデルは、数学的には二階線型微分方程式であり、強力な理論が得られている分野である。数学的な考察により、運動が三角関数で表されることが直ちにわかる。

## モデルの普遍性
いったん抽出された数理モデルはもともと対象とされた現象を超えて、遥かに広い範囲の対象を記述することが多い。例えば、コンデンサとコイルを接続した電気回路の電圧の発展を記述する微分方程式は、上記のばねの振動の方程式と全く同一のものになる。
他にも、熱拡散におけるフーリエの法則、電流におけるオームの法則、液流におけるハーゲン・ポアズイユの法則、粒子の拡散におけるフィックの法則は全て
{\displaystyle J=-D{\frac {du}{dx}}}
の形をしており、数学的には全く同一のものである。
（なお、これらの方程式が似た形をしているのには理由がある。これらの物理法則が得られるのは、どれも平衡点から少しだけずれた点における法則としてである。系のダイナミクスがたとえ非線型であっても、平衡点からほんの少しだけずれた点においては、ずれに対して線型な応答が得られると期待できる系における現象であるからだ。非線型力学的にいうならば、平衡点における発展方程式のヤコビアンによって、その近傍の発展は決まる。）

## 自然界の階層性と数理モデル構築の可能性
一般に物理学では、ミクロな世界の第一原理法則にしたがって相互作用する粒子がシステムの時間発展を決めていると考えられている。ところが、その仮定から考えれば明らかではないことに、自然界には物理的なスケールの違う階層からなる階層構造があり、それぞれの階層においてなんらかの秩序が見られることが知られている（素粒子、原子、分子、高分子、固体、流体、細胞、組織、器官、群れ、社会、習慣、流行、伝染、生態系、地形、天候、惑星系、銀河、銀河団、宇宙、など）。そもそも、われわれ人間のような、外界に対する認識や解釈を行う知的能力を持った生物がいるということが世界がある程度の法則性を持つことの証拠である。そこで、一般に特定の階層に注目し、そこになりたつ普遍的な法則を推定しようという試みがなされる。数理モデルを構築するには必然的にシステムを目的のスケールにおいてよく記述するマクロな変数の導入が必要となる。
数理モデルに導入されるそういった変数の数は少なければ少ないほどより単純でシンプルな現象への理解へと導くという観点から、大成功していると思われるのは、熱力学、流体を記述するナビエ-ストークス方程式、物性論における平均場近似などがある。
また、一つ下の階層における法則が知られている場合には、それを構成要素として組み立てたモデルがよく作られ、さらにその下位の階層における構造は捨象する（例えば、気体分子運動論、電気回路、ニューラルネットワークなど）。しかし、生体や社会のように対象が複雑で、階層間の法則の分離の様子が自明でない場合や、スケールが一つ下の要素を考えるだけで要素数の多さやその多様性などにより変数が爆発的に多くなってしまうものとなれば、適切な変数の設定やモデル化ができるかどうかはもとより、人間に理解できる程度に単純で普遍的な現象論の存在を仮定することは議論がわかれるところである。

## 遅い変数の存在と発展方程式の縮約可能性
前項と関係することでもあるが、系の発展を少数の本質を表す変数によって記述できることの正当性は、その系に変化が速い変数と遅い変数が共存することによることが多い。
物理学ではこれは断熱近似、隷属原理 などとよばれ、数学的にいえばこれは中心多様体上での発展方程式をみいだすことに対応する。前項との関係においては、しばし様々な系において系のミクロな現象がマクロな状態よりも速く変化することが多いことによって、ミクロを無視したマクロな変数のモデルをたてられることが対応する。

## コンピュータシミュレーション
対象となる現象が大規模で人手による解析が困難、あるいはナビエ-ストークス方程式のようにモデルの解を解析的に得られない場合は、コンピュータによるシミュレーションによって解を求める。代表的なアルゴリズムとして、オイラー法、ルンゲ＝クッタ法、有限要素法、モンテカルロ法等がある。コンピュータの性能向上によって、扱える数理モデルの幅が大変広まった。

## 利点

### 現象の理解
上述したように、数理モデルを構築することによって得られることは、まずは現象の理解があげられる。また、数学的に表現することによって、扱いが容易になったり、数学の知見を活用することができる。

### 実験をしないで現象のふるまいを予測する
適切な数理モデルが得られれば、様々な条件化における現象を定量的に予測できるようになる場合が多い。現実のシステムを用いて観測を行う必要がなくなれば、そのために必要な労力・損失を省くことができる。感染症のパンデミックに対して、交通規制、隔離、ワクチン配布などの様々な戦略をどう用いればいいのか、といったシミュレーションも行われている。臨界前核実験では、実際に核爆発を起こさず、数理モデルのパラメータ決定のみが目的とされる。
近年はコンピュータの進化によって、莫大な変数を持つような複雑な数理モデルに対しても、シミュレーションにより解の振る舞いを実用的な時間内に求めることが可能になりつつある。例として、IBMによる大脳皮質コラムのシミュレーションBlue Brainプロジェクトや、地球シミュレータによる温暖化の予測などが挙げられる。

## 評価基準

### 本質の抽出
一般的には、対象とするシステムの本質的な特徴を表すことができて、かつできるだけ少ない変数を抽出したものがよいモデルとされる。

### 予測可能性
これまでの観測結果から構築した数理モデルによる、今後の観測データの予測能力はその数理モデルの評価基準になる。どのような数理モデルも、その数理モデル内の自由なパラメータをもつものである。パラメータを推定したのちに、未知のデータに対する予測の正確性を評価すればそのモデルの評価基準となる。

### 実験データとの照合
実験データとの定量的な一致・予測能力があるものは優れたモデルとされる。

### 数学的扱いやすさ
数理モデルの場合は、数学的な扱いやすさが重要になる。例えば、ある方程式によりモデル化を行った場合に、その解が解析的に得られるようなものは、数学的に大変性質がよいものだといえる。方程式が非線型の場合は一般にはこれは困難だが、具体例としては、非線型なリズムを持つものが多く同期しあう現象を扱った蔵本モデルは要素数無限大の極限において解が解析的に得られる。解析的に得られない場合は数値解析によって近似解を求める。

## 数学的な分類

### 線型か非線型か
数理モデルは多くの場合、変数を含んでいる。この変数に作用する演算子が線型である場合は、モデルは線型だといわれる。線型な場合、重ね合わせの原理により、系の発展を独立なモードに分解して考えることができる。要素還元的な方法が非常にうまく行くのは、モデルが線型であり、システムのふるまいが要素のふるまいに分解することができる線型な場合である。その基礎には線型演算子のスペクトル分解がある。例えば、弦の振動や熱の拡散過程の場合、熱の分布をフーリエ変換し、それぞれの波数のモードに分解すれば、各々独立に方程式に従うので相互作用を無視することができる。たくさんのばねとおもりをつなげたような系を考えてもやはり線型連立常微分方程式となり、同様である。
一方、非線型の場合は、方程式が非常にシンプルな場合でも系の発展にカオスなどの複雑な状況が生じることがあることが知られている。非線型の微分方程式は一般的には解析的に解けない。(cf.可積分系、ソリトン)

### 決定論的か確率過程か
システムの発展を記述するときに、その発展が直前の状態によって完全に決定されるような決定論的な枠組みを用いるか、発展に確率的な要素を取り込むかの違いがある。常微分方程式や偏微分方程式によるモデル化は決定論的なものにあたる。（解の存在と一意性が保障されているような）微分方程式で記述すれば、状態の発展は初期値のみによって決まる。一方、マルコフ過程、確率微分方程式やマスター方程式での記述は、確率的な過程を取り込む場合にあたる。

### 動的か静的か
時間による発展を取り込むか取り込まないかで、動的か静的かに分類される。例えば典型的な動的なモデルとして、微分方程式や差分方程式によるものが挙げられる。また静的なモデルとして、系の状態を最適化問題の極値として与えるものを指し示すことができる。

## 用いられる数学
常微分方程式、差分方程式、偏微分方程式、積分方程式、幾何学、確率過程、統計学、グラフ理論、ゲーム理論、最適化問題、マルコフ過程、マスター方程式、ベイズ統計学などの数学が用いられるが、それには限らない。

## 代表例
- 物理学
  - ボーアの原子模型 - 量子条件を仮説としてモデルを構築したことで、水素原子における電子の振る舞いを説明することができた。元々のボーアのモデルでは、水素原子以外の説明ができなかったものの、その後の量子力学につながった重要な数理モデルである。
  - 気体分子運動論
  - フィックの法則
- 輸送現象
  - イジング模型
  - バンド理論
- 電子工学
  - 電子回路の挙動を非線型微分方程式でモデル化し解析を行うソフトウェアSPICEは、電子回路設計にて幅広く活用されている。
- 計算機科学
  - シャノン情報理論は、通信（コミュニケーション）の数学的なモデル化である。
  - チューリングマシンは、計算機の計算を、外部記憶と書き込みを付随させたオートマトンにモデル化したものである。
- 神経科学
  - ホジキンハクスレイ方程式
  - FitzHugh‐南雲モデル
  - integrate-and-fire neuron
  - ニューラルネットワーク
- 生態学
  - ロトカ＝ヴォルテラの方程式
- 薬学
  - ファーマコキネティクス
- 金融工学
  - ブラック-ショールズ方程式